# Acervo do Museu de Arte Sacra de Belém
O Acervo do Museu de Arte Sacra de Belém é composto de centenas de peças de imaginária e objetos litúrgicos dos séculos XVIII e XIX. 339 peças do acervo foram tombadas em nível estadual em 2007, pelo DPHAC.

## Histórico e composição
O acervo do Museu de Arte Sacra de Belém (mais conhecido como Museu de Arte Sacra do Pará) é composto de 400 ou 500 peças, que ficam expostas em dois espaços do complexo museal: no primeiro pavimento do antigo Palácio Episcopal e no corpo da igreja (espaços que hoje são denominados Igreja e Colégio de Santo Alexandre). As peças de imaginária e os objetos litúrgicos, datados dos séculos XVIII e XIX, narram a história da Companhia de Jesus na Amazônia. O patrimônio escultórico do museu representa o transcurso da fundação de Belém e guarda o que foi trazido pelos missionários.
O acervo é composto de "imagens, coroas, resplendores, oratórios, mísulas, vasos purificatórios, patenas, castiçais, navetas, cedros, salvas, gomil, turíbulos, báculo, terço, cajados, casulas e capas de Asperges". Também há "pintura, talha, gesso, prataria e outros objetos litúrgicos". As peças que foram reunidas pela Secretaria de Estado de Cultura por meio de compras e doações de coleções como as de Abelardo Santos (médico paraense), de Benedito da Silva, de Maria Helena Meira e de Laura Carvalho; além de itens das coleções institucionais do próprio Museu do Estado do Pará e do Colégio Santo Antônio, e dos acervos jesuítico e da cúria metropolitana da cidade de Belém. "Boa parte do acervo pertencia à própria igreja e encontrava-se espalhado em outras igrejas e depósitos".
As imaginárias desta coleção se dividem em quatro grandes grupos segundo suas características artísticas:
- Com feições caboclas, rostos largos, olhos pequenos, barbas e cabelos ornamentais;
- Com linhas sóbrias e áuteras, de tradição Renascentista;
- Com gestual, movimento e uso do dourado, por influência do Barroco; e
- Com linhas alongadas, elegantes e de movimento suaves e delicados, por influência do Rococó.

Dentre os materiais utilizados nessas obras estão: cobre, cristal, estanho, ferro, latão, madeira esculpida, marfim esculpido, metal, óleo sobre tela, prataria, tecido, e terracota modada.
O Museu de Arte Sacra (MAS) foi inaugurado em 28 de setembro de 1998, sendo a primeira instituição deste gênero na Amazônia.

## Curiosidades
- "A imagem de São Francisco de Borja, feita em madeira, tem um vão na parte atrás que era usado para esconder ouro – é um legítimo ‘santo do pau-oco’.[8]
- Uma "escultura em madeira de um santo jesuíta encontrada no meio do concreto durante as escavações. A imagem provavelmente fazia parte da primeira versão da igreja, quando ainda se chamava São Francisco Xavier".[4]

## Tombamento
339 peças do Acervo do Museu de Arte Sacra de Belém foram tombadas em nível estadual pelo Departamento de Patrimônio Histórico Artístico e Cultural do Estado do Pará (DPHAC), em 02 de janeiro de 2007. Esse conjunto foi tombado no livro de Bens Móveis, por seu valor histórico, artístico e iconográfico para o Estado.